# Neomerinthe rotunda
Neomerinthe rotunda är en fiskart som beskrevs av Chen, 1981. Neomerinthe rotunda ingår i släktet Neomerinthe och familjen Scorpaenidae. IUCN kategoriserar arten globalt som livskraftig. Inga underarter finns listade i Catalogue of Life.